# UTC-11
UTC−11 je jedna od vremenskih zona. Koristi se na sljedećim područjima:

## Kao standardno vrijeme cijelu godinu
- Američka Samoa (SAD)  - Samoanska vremenska zona
- Niue  (NZ)
- Samoa (do rujna 2010.)[1]

- SAD, Atol Midway i Atol Palmyra (nenastanjeni američki teritorij)

## Kao standardno vrijeme (južna hemisfera - zimi)
- Samoa (od rujna 2010.)[1]